# Monomotapa United Football Club
Maillots
Le Monomotapa United Football Club est un club zimbabwéen de football. Il est basé à Harare.

## Palmarès
- Championnat du Zimbabwe (1)
  - Champion : 2008